# Algemene Begraafplaats Hofwijk

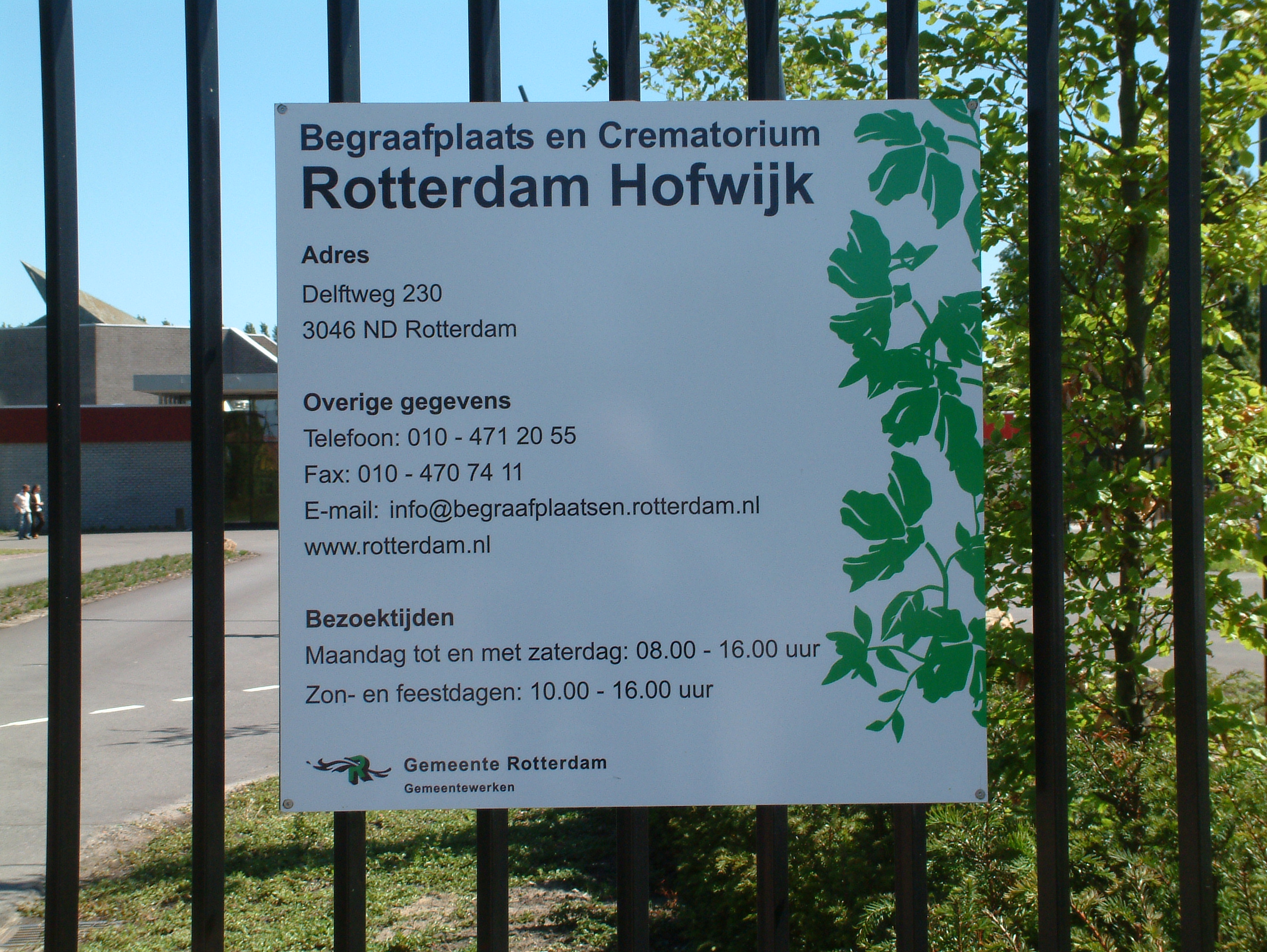
Toegangsbord

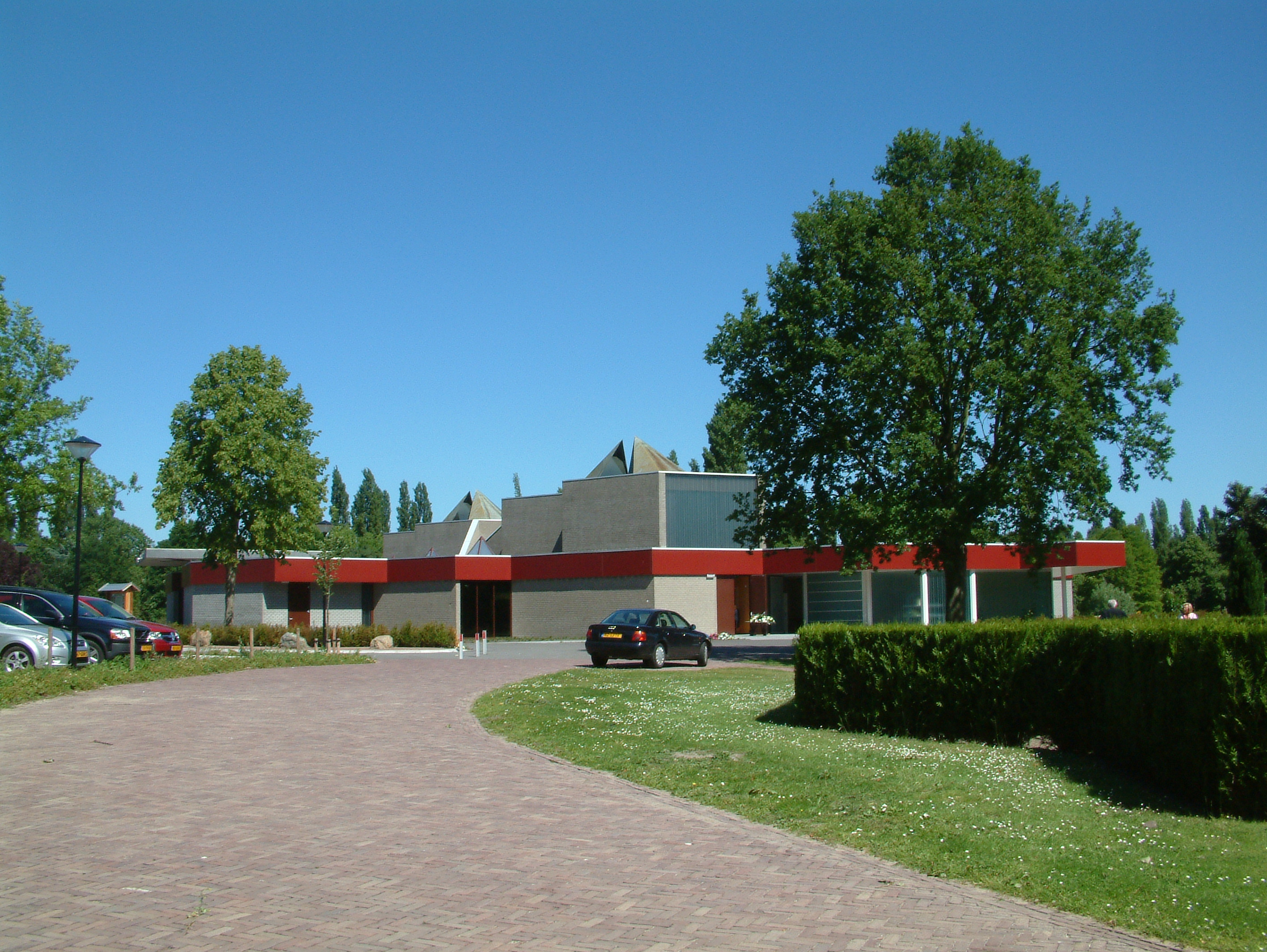
Begraafplaats en crematorium Hofwijk

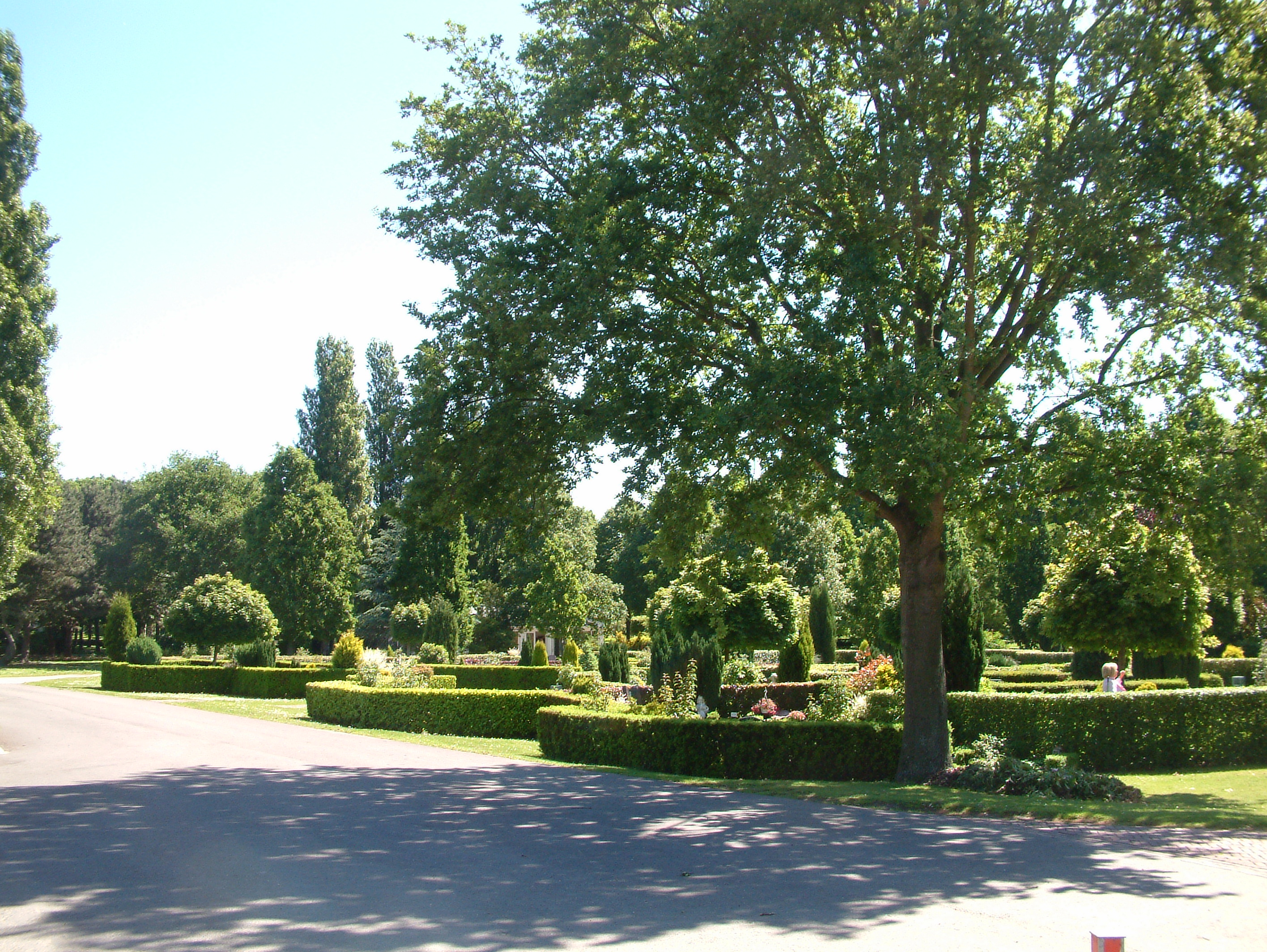
Begraafplaats

De Algemene Begraafplaats Hofwijk is een begraafplaats in de Nederlandse gemeente Rotterdam. De begraafplaats is gelegen aan de Delftse Schie tussen Overschie en Delft. Op het terrein van Hofwijk is sinds 1977 tevens een crematorium gevestigd.
Hofwijk is in 1938 aangelegd als algemene begraafplaats voor de toenmalige gemeente Overschie naar een ontwerp van architect F. Theeuwis. De begraafplaats is opgehoogd met zand uit de duinen bij Waalsdorp. Dit duinzand is over de Schie aangevoerd.

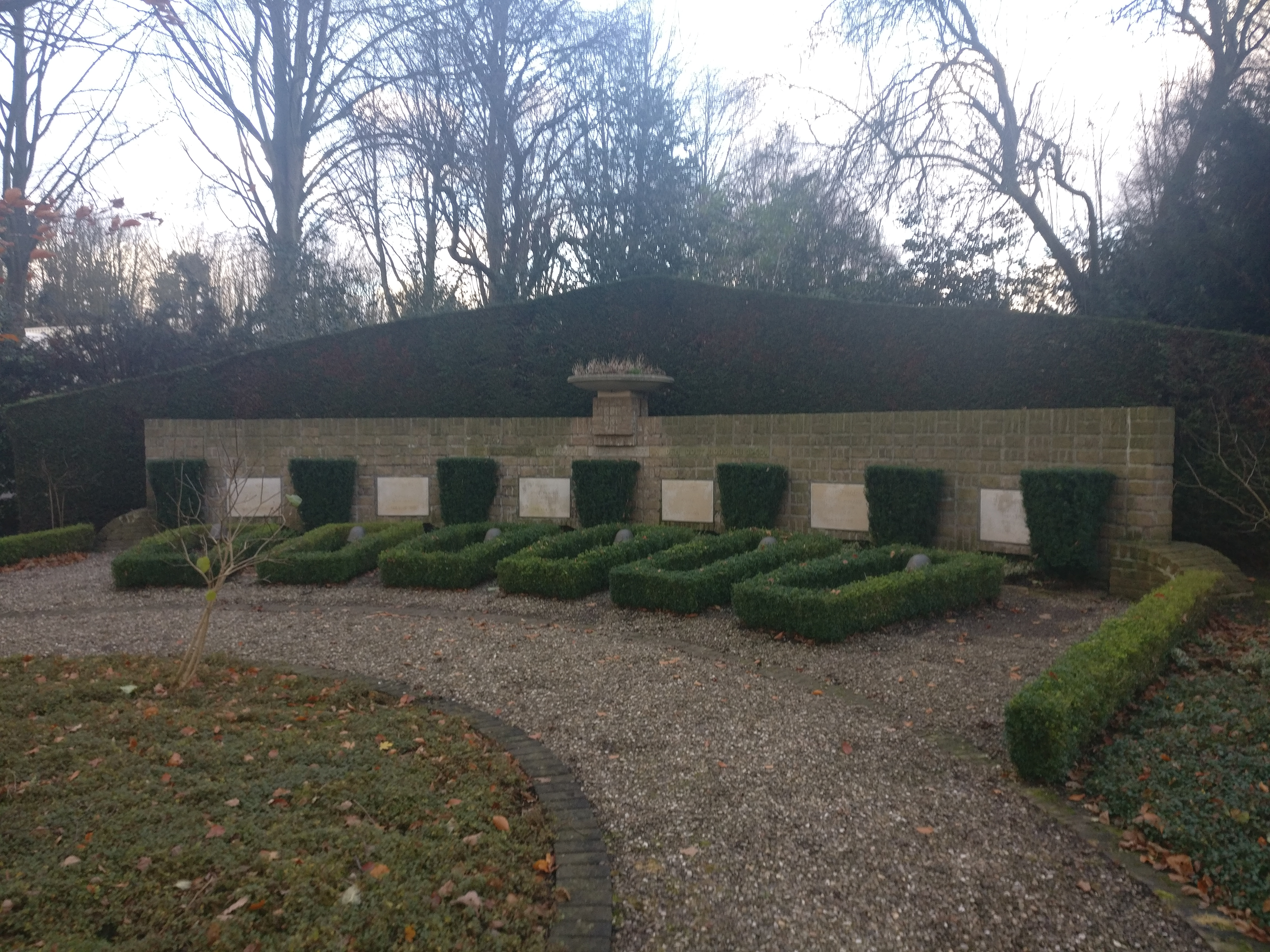
Militair erehof

Begraafplaats Hofwijk heeft naast het algemene ook een rooms-katholiek gedeelte en een urnentuin. Tevens is er een erehof voor Nederlandse militairen die zijn gesneuveld in de Tweede Wereldoorlog.
In 2008 is het hoofdgebouw en het omliggende gebied aangepast aan de eisen van de nieuwe tijd. De lommerrijke entree is vervangen door ruime parkeerplaatsen.
De A13 loopt achter het terrein langs. Een begrafenisstoet uit Rotterdam neemt doorgaans deze route, en rijdt vanaf afslag Zestienhoven over de ventweg langs de snelweg.

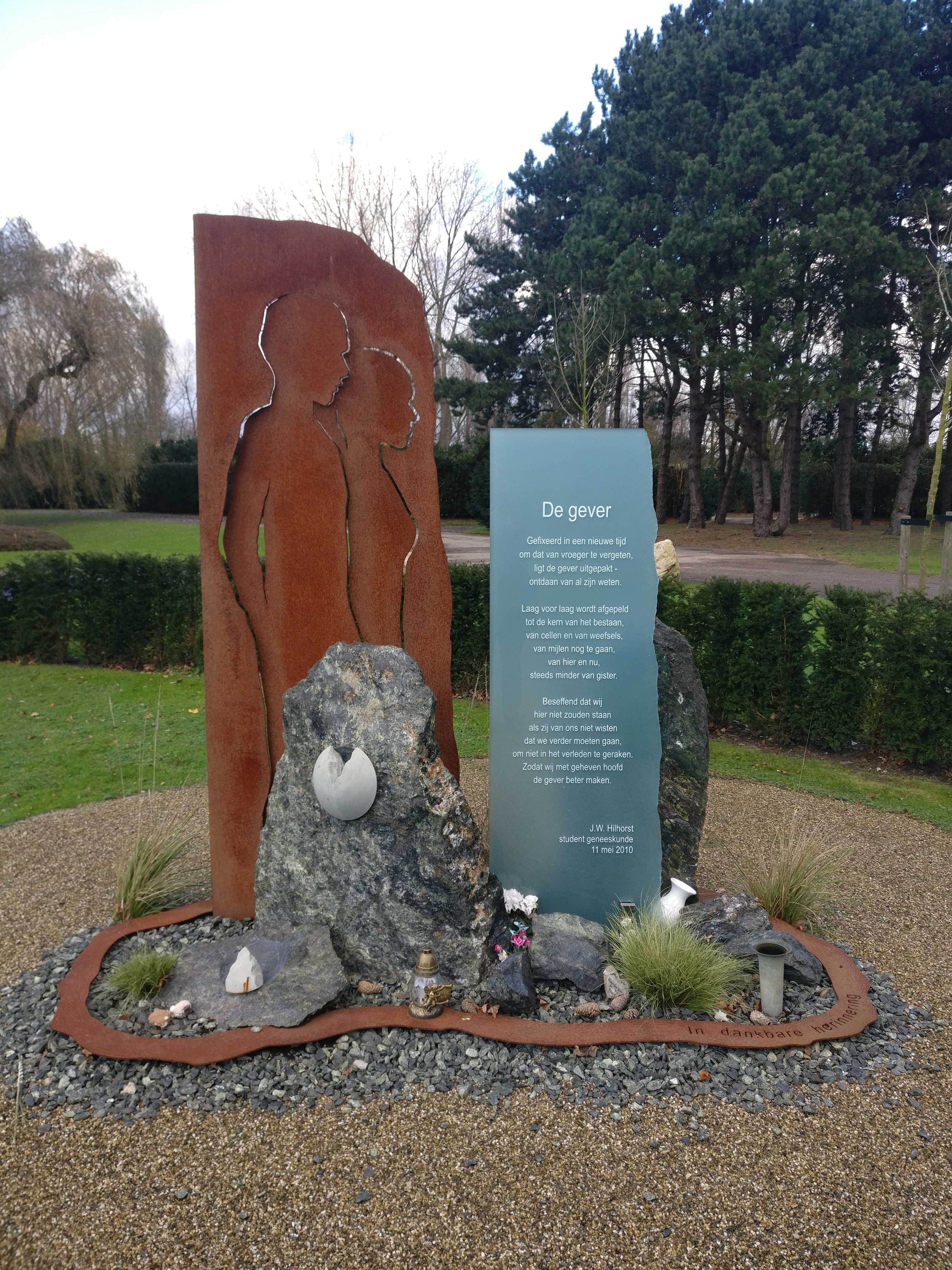
Monument "De Gever", voor mensen die hun lichaam ter beschikking stellen aan de wetenschap

In september 2016 is op de begraafplaats een monument naar de hand van Wim ter Steege onthuld voor mensen die hun lichaam ter beschikking stellen aan de wetenschap, wier nabestaanden geen grafmonument of urn hebben.

## Graven
Op Hofwijk zijn onder anderen begraven:
- Anna Blaman (Johanna Petronella Vrugt, 1905-1960), schrijfster
- Bep van Klaveren (1907-1992, gecremeerd), bokser
- Koperen Ko (Johannes Willem Leiendecker, 1909-1982), Rotterdams straatmuzikant
- André van der Louw (1933-2005), politicus en Rotterdams burgemeester
- Daan Monjé (1925-1986), politiek activist, oprichter en leider van de SP

## Externe koppelingen
- Begraafplaats Hofwijk op rotterdam.nl
- Informatie over het gedenkmonument voor de donoren op begraafplaats Hofwijk